# Pelamera atra
Pelamera atra là một loài ruồi trong họ Tachinidae.